# Nahr el Ghadîr
Nahr el Ghadîr är ett periodiskt vattendrag i Libanon.   Det ligger i guvernementet Libanonberget, i den centrala delen av landet, 8 km söder om huvudstaden Beirut.
Runt Nahr el Ghadîr är det tätbefolkat, med 442 invånare per kvadratkilometer.